# Zwemmen op de Paralympische Zomerspelen 1984
De VIIe Paralympische Spelen werden in 1984 gehouden in Stoke Mandeville (Verenigd Koninkrijk) en New York, Verenigde Staten.
De Paralympics van 1984 werden in twee verschillende landen georganiseerd. Dit was vooral te wijten aan de Amerikaanse Gehandicaptensport Organisaties. Met name de Amerikaanse Wheelchairsport Association wilde dermate veel invloed en atleten op de Spelen, dat dat voor de andere Organisaties (Blinden, Spastici en Amputees) niet accepteerbaar was. Deze drie organisaties besloten om de Paralympics in New York USA te houden van 16 juni tot 30 juni 1984, zonder de rolstoelers. Deze kregen hun eigen spelen in Stoke Mandeville, Verenigd Koninkrijk van 23 juli tot 1 augustus 1984.
Zwemmen was een van de 18 sporten tijdens deze spelen. 

## Evenementen
Er stonden tijdens deze spelen 357 evenementen op het programma 200 voor de mannen en 157 voor de vrouwen. Er stonden dit jaar 4 nieuwe afstanden op het programma,  de 400 meter schoolslag, de 200 meter vrije slag, de 150 meter wisselslag en de 200 meter wisselslag.
- 25 m rugslag
- 50 m rugslag
- 100 m rugslag

- 25 m Schoolslag
- 50 m schoolslag
- 100 m schoolslag
- 400 m schoolslag

- 25 m Vlinderslag
- 50 m Vlinderslag
- 100 m Vlinderslag

- 25 m vrije slag
- 50 m vrije slag
- 100 m vrije slag
- 200 m vrije slag
- 400 m vrije slag

- 150 m wisselslag
- 200 m wisselslag
- 400 m wisselslag

- 3 x 25 m wisselslag
- 4 x 25 m wisselslag
- 3 x 50 m wisselslag
- 4 x 50 m wisselslag

## Mannen
| Rank | Land                | Tijd    |
| ---- | ------------------- | ------- |
| 1    | West-Duitsland      | 1:30.49 |
| 2    | Verenigd Koninkrijk | 1:35.19 |
| 3    | Australië           | 1:35.32 |

| Rank | Land                | Tijd    |
| ---- | ------------------- | ------- |
| 1    | Frankrijk           | 1:55.85 |
| 2    | Australië           | 1:56.32 |
| 3    | Verenigd Koninkrijk | 1:56.97 |

| Rank | Land      | Tijd    |
| ---- | --------- | ------- |
| 1    | Polen     | 2:26.62 |
| 2    | Israël    | 2:28.23 |
| 3    | Frankrijk | 3:19.02 |

| Rank | Land           | Tijd    |
| ---- | -------------- | ------- |
| 1    | YUG            | 2:23.81 |
| 2    | West-Duitsland | 2:39.79 |

| Rank | Land                | Tijd    |
| ---- | ------------------- | ------- |
| 1    | Verenigd Koninkrijk | 2:27.78 |
| 2    | Australië           | 2:43.40 |
| 3    | Canada              | 2:49.86 |

| Rank | Land                | Tijd    |
| ---- | ------------------- | ------- |
| 1    | Spanje              | 2:08.11 |
| 2    | Verenigd Koninkrijk | 2:10.74 |
| 3    | Frankrijk           | 2:28.69 |

| Rank | Land           | Tijd    |
| ---- | -------------- | ------- |
| 1    | West-Duitsland | 4:19.26 |
| 2    | Australië      | 4:24.12 |
| 3    | Canada         | 4:30.84 |

| Rank | Land             | Tijd    |
| ---- | ---------------- | ------- |
| 1    | Verenigde Staten | 4:11.79 |
| 2    | Canada           | 4:51.70 |
| 3    | Zweden           | 4:22.80 |

| Rank | Land          | Tijd    |
| ---- | ------------- | ------- |
| 1    | Israël        | 2:10.11 |
| 2    | Polen         | 2:11.74 |
| 3    | Nieuw-Zeeland | 2:32.34 |

| Rank | Land           | Tijd    |
| ---- | -------------- | ------- |
| 1    | West-Duitsland | 2:43.84 |

| Rank | Land           | Tijd    |
| ---- | -------------- | ------- |
| 1    | Frankrijk      | 5:27.31 |
| 2    | West-Duitsland | 5:51.59 |
| 3    | Polen          | 5:52.89 |

| Rank | Land           | Tijd    |
| ---- | -------------- | ------- |
| 1    | Australië      | 4:50.38 |
| 2    | Canada         | 5:02.43 |
| 3    | West-Duitsland | 5:03.94 |

| \| Rank \| Land \| Tijd \| \| ---- \| ---------------- \| ------- \| \| 1 \| Canada \| 4:42.81 \| \| 2 \| Verenigde Staten \| 4:50.55 \| \| 3 \| Zweden \| 5:03.72 \| |                  |         |
| Rank | Land             | Tijd    |
| 1 | Canada           | 4:42.81 |
| 2 | Verenigde Staten | 4:50.55 |
| 3 | Zweden           | 5:03.72 |

### 25 m rugslag
| Klasse | Snelste tijd | Goud | Goud              | Zilver | Zilver                | Brons | Brons            |
| ------ | ------------ | ---- | ----------------- | ------ | --------------------- | ----- | ---------------- |
| 1A     | 29.04        | GBR  | Mike Kenny        | FIN    | Pekka Kantola         | FRG   | H. Tietze        |
| 1B     | 33.68        | GBR  | Kenneth Cairns    | FIN    | Eero Maki             | ITA   | Amedeo Cirioni   |
| 1C     | 25.28        | POL  | Krzysztof Sleczka | USA    | D. Goodman            | AUS   | Robert Staddon   |
| C3     | 42.31        | FRA  | Didier Cougouille | FRG    | Martin Weber          | IRL   | Brendan Crean    |
| C6     | 21.41        | LUX  | Henri Kaude       | GBR    | William Maxwell McKay | GBR   | J. Murray        |
| L1     | 30.16        | DEN  | John Petersson    | FRA    | Pascal Jacquot        | NOR   | Lauritz Ellefsen |
| L2     | 22.74        | FRA  | Michel Landra     | CAN    | Mickey Macri          |       |                  |

### 50 m rugslag
| Klasse | Snelste tijd | Goud | Goud                | Zilver | Zilver            | Brons | Brons             |
| ------ | ------------ | ---- | ------------------- | ------ | ----------------- | ----- | ----------------- |
| 2      | 43.33        | POL  | Marek Szpojnarowicz | ITA    | Ernesto Giussani  | BEL   | Pascal Cornelis   |
| 3      | 38.93        | POL  | Miroslaw Owczarek   | FRA    | Mohamed Ait Aissa | ISR   | Joseph Wanger     |
| A5     | 44.46        | POL  | Bogdan Kozon        | FRG    | Andreas Brand     | FRA   | David Foppolo     |
| A9     | 40.55        | NED  | Frits Hildebrandt   | NOR    | Tom Nordtvedt     | YUG   | Roko Mikelin      |
| C4     | 48.04        | GBR  | Robin Surgeoner     | DEN    | Jorn Ole Jensen   | CAN   | Joe Higgins       |
| C5     | 37.05        | GBR  | Martin Mansell      | DEN    | Stephan Dahl      | FRG   | Michael Quickert  |
| C7     | 39.57        | NED  | Eric Pittens        | SUI    | Regis Mettraux    | GBR   | Chris Hampshire   |
| C8     | 49.49        | CAN  | Bill Parry          | USA    | Charles Mowery    |       |                   |
| L3     | 40.69        | HUN  | Andras Toth         | ESP    | Francisco Flores  | FRA   | Thierry Legloanic |

### 100 m rugslag
| Klasse | Snelste tijd | Goud | Goud              | Zilver | Zilver                | Brons | Brons              |
| ------ | ------------ | ---- | ----------------- | ------ | --------------------- | ----- | ------------------ |
| 4      | 1:26.91      | SWE  | Gunnar Nilsson    | ISR    | Shlomo Pinto          | CAN   | J. Stanfield       |
| 5      | 1:18.86      | FRA  | G. Betega         | BRA    | Marcelo Amorim        | NED   | H, Heijnen         |
| 6      | 1:13.92      | IRL  | Gerard Dunne      | FRA    | Bernard Micorec       | EGY   | Naser Eldin Nabil  |
| A1     | 1:29.19      | DEN  | Streen Rosager    | YUG    | Jozef Banfi           | FRG   | Wolfgang Goris     |
| A2     | 1:13.62      | FRG  | Bernd Rubner      | ISL    | Jonas Oskarson        | GBR   | Anthony Stickland  |
| A3     | 1:23.69      | NOR  | Erling Trondsen   | CHN    | Xian Zhang            | USA   | Dave Reynolds      |
| A4     | 1:08.26      | CAN  | Gary Simpson      | AUS    | Gary Gudgeon          | NED   | Johan Mosterd      |
| A6     | 1:24.23      | FRG  | Karl Schroeder    | ISR    | Baruch Peretzman      | ITA   | Sauro Nicolini     |
| A7     | 1:34.43      | FRG  | Heinz Barnbeck    | POL    | Andrzej Wojciechowski | CHN   | Jiliang Shen       |
| A8     | 1:18.51      | NED  | André van Buitenn | CAN    | Philip Mindorf        | POL   | Janusz Kozak       |
| B1     | 1:14.98      | SWE  | Hans Sjogren      | CAN    | Greg Thompson         | GBR   | James Muirhead     |
| B2     | 1:13.39      | SWE  | Per Andersson     | USA    | Todd Hodgin           | NOR   | Idar Hunstad       |
| B3     | 1:11.37      | FRG  | Carsten Othmar    | CAN    | Michael Edgson        | USA   | Brian Hudson       |
| C4     | 2:14.90      | DEN  | Jorn Ole Jensen   | NOR    | Kare Adler            | DEN   | Claus Petersen     |
| C5     | 1:21.73      | DEN  | Stephan Dahl      | GBR    | Martin Mansell        | DEN   | Anders Christensen |
| C7     | 1:28.03      | NED  | Eric Pittens      | GBR    | Chris Hampshire       | SUI   | Regis Mettraux     |
| C8     | 1:14.95      | FRG  | Markus Schnitzer  | NED    | Ronald Roselle        |       |                    |
| L4     | 1:18.18      | ESP  | Eugenio Jimenez   | FRG    | Michael Lapp          | GBR   | Andrew Gilbert     |
| L5     | 1:15.81      | ESP  | Alberto Gomez     | FRG    | Holger Woelk          | ESP   | Jorge Gotzens      |
| L6     | 1:13.81      | HUN  | Ferenc Stettner   | GBR    | Kevin McGee           | GBR   | Gareth Thomas      |

### 25 m Schoolslag
| Klasse | Snelste tijd | Goud | Goud              | Zilver | Zilver            | Brons | Brons         |
| ------ | ------------ | ---- | ----------------- | ------ | ----------------- | ----- | ------------- |
| 1A     | 36.26        | GBR  | Mike Kenny        | FRG    | H. Tietze         | FIN   | Pekka Kantola |
| 1B     | 38.93        | GBR  | Kenneth Cairns    | POL    | Tadeusz Zabrzeski | USA   | Rick Mason    |
| 1C     | 28.23        | POL  | Krzysztof Sleczka |        |                   | USA   | D. Goodman    |
| 1C     | 28.23        | ITA  | Luca Pancalli     |        |                   | USA   | D. Goodman    |

### 50 m schoolslag
| Klasse | Snelste tijd | Goud | Goud                | Zilver | Zilver            | Brons | Brons              |
| ------ | ------------ | ---- | ------------------- | ------ | ----------------- | ----- | ------------------ |
| 2      | 49.83        | GBR  | Chris Hallam        | FRG    | Winfried Sigg     | ITA   | Ernesto Giussani   |
| 3      | 47.11        | POL  | Arkadiusz Pawlowski | ISR    | Joseph Wanger     | USA   | Ian Jaquiss        |
| A5     | 45.33        | POL  | Bogdan Kozon        | GBR    | Ronald West       | FRG   | Andreas Brand      |
| A9     | 40.36        | NED  | Gerrie de Hoop      | NED    | Frits Hildebrandt | NOR   | Tom Nordtvedt      |
| B1     | 40.30        | NED  | Rene Waayer         | USA    | Keith Zoller      | DEN   | Thomas Wetche      |
| B2     | 37.43        | FRA  | Eric Ghysel         | CHN    | Miqiang Li        | CAN   | Jim Visser         |
| B3     | 35.71        | USA  | Robert Hatcher      | AUS    | Kingsley Bugarin  | HKG   | Stephen Cheung     |
| C8     | 48.78        | USA  | Charles Mowery      | CAN    | Bill Parry        | CAN   | Rick Gronman       |
| L3     | 46.50        | ESP  | Francisco Flores    | GBR    | Peter Williams    | DEN   | Mogens Christensen |

### 100 m schoolslag
| Klasse | Snelste tijd | Goud | Goud                 | Zilver | Zilver            | Brons | Brons              |
| ------ | ------------ | ---- | -------------------- | ------ | ----------------- | ----- | ------------------ |
| 4      | 1:39.02      | FRG  | P. Wiedeman          | SWE    | Anders Olsson     | CAN   | J. Stanfield       |
| 5      | 1:31.56      | FRA  | G. Betega            | BRA    | Marcelo Amorim    | NED   | H. Heijnen         |
| 6      | 1:32.06      | CAN  | Tomas Hainey         | POL    | Andrzej Jezierski | POL   | Marek Wegrzyn      |
| A1     | 1:44.36      | HUN  | Geza Dukai           | FRG    | Wolfgang Goris    | YUG   | Jozef Banfi        |
| A2     | 1:29.00      | POL  | Jan Chryczyk         | AUT    | Erwin Klabecek    | CAN   | Dennis Quenneville |
| A3     | 1:32.51      | NOR  | Erling Trondsen      | CHN    | Xian Zhang        | JPN   | Etsuo Inoue        |
| A4     | 1:17.69      | AUS  | Gary Gudgeon         | POL    | Grzegorz Biela    | SWE   | Sven Eryd          |
| A6     | 1:27.55      | FRG  | Karl Schroeder       | ISR    | Baruch Peretzman  | FIN   | Heikki Miettinen   |
| A8     | 1:21.91      | AUS  | Greg Hammond         | NED    | André van Buiten  | POL   | Janusz Kozak       |
| B1     | 23.92        | SWE  | Lars-Ove Nederman    | CAN    | Timothy McIsaac   | NOR   | Hans Anton Aalien  |
| B2     | 21.01        | SWE  | Anders Eriksson      | CAN    | Bruce Vandermolen |       |                    |
| B3     | 15.51        | CAN  | Mark Hoyle           | USA    | Brian Hudson      | FRG   | Carsten Othmar     |
| C8     | 1:28.16      | NED  | Ronald Roselle       | BEL    | Hans Pauwels      | FRG   | Markus Schnitzer   |
| L4     | 1:34.38      | FRA  | Eric Fleury          | ESP    | Juan Castane      | FRG   | Michael Lapp       |
| L5     | 1:33.55      | NED  | Theo van der Meijden | ESP    | Alberto Gomez     | ESP   | Roberto Garcia     |
| L6     | 1:26.28      | HUN  | Attila Jeszenszky    | NOR    | Tom Bruer         | AUS   | Malcom Chalmers    |

### 400 m schoolslag
| Klasse | Snelste tijd | Goud | Goud            | Zilver | Zilver            | Brons | Brons            |
| ------ | ------------ | ---- | --------------- | ------ | ----------------- | ----- | ---------------- |
| B1     | 21.95        | CAN  | Timothy McIsaac | SWE    | Lars-Ove Nederman | USA   | Rodney Hyder     |
| B2     | 21.44        | SWE  | Anders Eriksson | CHN    | Miqiang Li        | CAN   | Jim Visser       |
| B3     | 5:57.47      | CAN  | Mark Hoyle      | USA    | Brian Hudson      | AUS   | Kingsley Bugarin |

### 25 m vlinderslag
| Klasse | Snelste tijd | Goud | Goud                | Zilver | Zilver            | Brons | Brons            |
| ------ | ------------ | ---- | ------------------- | ------ | ----------------- | ----- | ---------------- |
| 1B     | 30.61        | USA  | S. Green            | FRG    | H. Tietze         | USA   | Rick Mason       |
| 1C     | 23.15        | ITA  | Luca Pancalli       | BEL    | J. Opstaele       | USA   | D. Goodman       |
| 2      | 22.09        | POL  | Marek Szpojnarowicz | NZL    | Roby Crichton     | ITA   | Ernesto Giussani |
| 3      | 19.02        | POL  | Arkadiusz Pawlowski | POL    | Miroslaw Owczarek | USA   | Ian Jaquiss      |

### 50 m vlinderslag
| Klasse | Snelste tijd | Goud | Goud          | Zilver | Zilver       | Brons | Brons       |
| ------ | ------------ | ---- | ------------- | ------ | ------------ | ----- | ----------- |
| 4      | 33.84        | SWE  | Anders Olsson | ISR    | Shlomo Pinto | FRG   | P. Wiedeman |
| C8     | 37.18        | AUT  | Karl Mayr     | CAN    | Bill Parry   |       |             |

### 100 m vlinderslag
| Klasse | Snelste tijd | Goud | Goud          | Zilver | Zilver       | Brons | Brons       |
| ------ | ------------ | ---- | ------------- | ------ | ------------ | ----- | ----------- |
| 4      | 33.84        | SWE  | Anders Olsson | ISR    | Shlomo Pinto | FRG   | P. Wiedeman |
| C8     | 37.18        | AUT  | Karl Mayr     | CAN    | Bill Parry   |       |             |

### 25 m vrije slag
| Klasse      | Snelste tijd | Goud | Goud              | Zilver | Zilver            | Brons | Brons            |
| ----------- | ------------ | ---- | ----------------- | ------ | ----------------- | ----- | ---------------- |
| 1A          | 28.91        | GBR  | Mike Kenny        | FRG    | H. Tietze         | FIN   | Pekka Kantola    |
| 1B          | 26.70        | GBR  | Kenneth Cairns    | USA    | S. Green          | USA   | Rick Mason       |
| 1C          | 20.81        | ITA  | Luca Pancalli     | POL    | Krzysztof Sleczka | USA   | D. Goodman       |
| C2          | 38.71        | FIN  | Ari Jonkari       | GBR    | Mark Chard        | USA   | Bill Reilly      |
| C3          | 42.34        | FRA  | Didier Cougouille |        |                   |       |                  |
| C6          | 17.75        | AUS  | Robert Walden     | LUX    | Henri Kaude       | CAN   | Bob Scrace       |
| L1          | 26.62        | DEN  | John Petersson    | FRA    | Pascal Jacquot    | SWE   | Bernt Petersson  |
| L2          | 22.63        | FRA  | Michel Landra     | CAN    | Mickey Macri      |       |                  |
| met aids C1 | 54.65        | USA  | Rick Resa         | CAN    | Brian Kelly       | CAN   | Russell Cecchini |
| met aids C2 | 49.68        | USA  | Mike Bowen        | GBR    | Steven Varden     | CAN   | Ken Thomas       |

### 50 m vrije slag
| Klasse | Snelste tijd | Goud | Goud                | Zilver | Zilver            | Brons | Brons               |
| ------ | ------------ | ---- | ------------------- | ------ | ----------------- | ----- | ------------------- |
| 2      | 37.98        | NZL  | Roby Crichton       | ITA    | Ernesto Giussani  | BEL   | Pascal Cornelis     |
| 3      | 34.43        | POL  | Arkadiusz Pawlowski | POL    | Miroslaw Owczarek | ISR   | Joseph Wanger       |
| B1     | 29.39        | USA  | Rodney Hyder        | CAN    | Ken Booth         | GBR   | Austain Fairweather |
| B2     | 27.40        | FRA  | Eric Ghysel         | USA    | Todd Hodgin       | USA   | Chris Hogans        |
| B3     | 28.20        | USA  | Robert Hatcher      | AUS    | Kingsley Bugarin  | GBR   | Scott Smith         |
| C3     | 1:30.93      | FRA  | Didier Cougouille   | FRG    | Martin Weber      |       |                     |
| C4     | 38.33        | GBR  | Robin Surgeoner     | CAN    | Joe Higgins       | USA   | Steve Marossy       |
| C5     | 31.92        | DEN  | Stephan Dahl        | NOR    | Per Ove Alsethaug | DEN   | Anders Christensen  |
| C6     | 39.05        | AUS  | Robert Walden       | LUX    | Henri Kaude       | CAN   | Bob Scrace          |
| C7     | 30.65        | NOR  | Stig Osland         | ITA    | Sergio Calega     | NED   | Eric Pittens        |
| C8     | 31.23        | FRG  | Markus Schnitzer    | NED    | Ronald Roselle    | CAN   | Bill Parry          |
| L3     | 35.52        | ESP  | Francisco Flores    | GBR    | Gordon Crowe      | USA   | Bill Lehr           |

### 100 m vrije slag
| Klasse | Snelste tijd | Goud | Goud                  | Zilver | Zilver             | Brons | Brons                |
| ------ | ------------ | ---- | --------------------- | ------ | ------------------ | ----- | -------------------- |
| 1A     | 2:27.97      | GBR  | Mike Kenny            | NOR    | J. P. Sandbraaten  | AUS   | Phillip Tracey       |
| 1B     | 2:52.42      | GBR  | Kenneth Cairns        | POL    | Tadeusz Zabrzeski  | FRA   | C. Trog              |
| 1C     | 1:35.03      | POL  | Krzysztof Sleczka     | ITA    | Luca Pancalli      | AUS   | Robert Staddon       |
| 4      | 1:09.05      | SWE  | Anders Olsson         | ISR    | Shlomo Pinto       | FRG   | P. Wiedeman          |
| 5      | 1:10.01      | AUS  | Wayne Ryding          | NED    | H. Heijnen         | BRA   | Marcelo Amorim       |
| 6      | 1:04.90      | CAN  | Tomas Hainey          |        |                    | IRL   | Gerard Dunne         |
| 6      | 1:04.90      | ISR  | Uri Bergman           |        |                    | IRL   | Gerard Dunne         |
| A1     | 1:24.98      | DEN  | Streen Rosager        | FRG    | Wolfgang Goris     | HUN   | Geza Dukai           |
| A2     | 1:03.80      | FRG  | Bernd Rubner          | FRG    | Holger Gruber      | NED   | Gerard van Vliet     |
| A3     | 1:06.97      | NOR  | Erling Trondsen       | USA    | Dave Reynolds      | JPN   | Etsuo Inoue          |
| A4     | 1:01.45      | SWE  | Sven Eryd             | ISR    | Ron Bolotin        | CAN   | Mark Ludbrook        |
| A5     | 1:31.22      | POL  | Bogdan Kozon          | FRA    | David Foppolo      | FRG   | Andreas Brand        |
| A6     | 1:06.69      | FRG  | Karl Schroeder        | ITA    | Sauro Nicolini     | ISR   | Baruch Peretzman     |
| A7     | 1:32.74      | POL  | Andrzej Wojciechowski | FRG    | Heinz Barnbeck     | CHN   | Jiliang Shen         |
| A8     | 1:07.35      | AUS  | Greg Hammond          | NED    | André van Buiten   | ISR   | Hanoch Budin         |
| A9     | 1:14.76      | NED  | Frits Hildebrandt     | NED    | Gerrie de Hoop     | YUG   | Roko Mikelin         |
| B1     | 1:02.13      | SWE  | Hans Sjogren          | GBR    | James Muirhead     | SWE   | Lars-Ove Nederman    |
| B2     | 56.22        | USA  | John Morgan           | SWE    | Per Andersson      | FRA   | Eric Ghysel          |
| B3     | 58.53        | FRG  | Carsten Othmar        | AUS    | Craig Blackburn    |       |                      |
| B3     | 58.53        | FRG  | Carsten Othmar        | USA    | Richard Ropka      |       |                      |
| C4     | 1:25.71      | GBR  | Robin Surgeoner       | CAN    | Joe Higgins        | USA   | Steve Marossy        |
| C5     | 1:08.64      | DEN  | Stephan Dahl          | GBR    | Martin Mansell     | DEN   | Anders Christensen   |
| C6     | 1:30.98      | AUS  | Robert Walden         |        |                    |       |                      |
| C7     | 1:11.68      | NOR  | Stig Osland           | ITA    | Sergio Calega      | SWE   | Alexander Wilczoch   |
| C8     | 1:10.50      | NED  | Ronald Roselle        | FRG    | Markus Schnitzer   | BEL   | Hans Pauwels         |
| L4     | 1:09.69      | NED  | Marcel Poulisse       | ESP    | Alberto Jofre      | GBR   | Andrew Gilbert       |
| L5     | 1:06.55      | ESP  | Alberto Gomez         | HUN    | Gyorgy Tory        | NED   | Theo van der Meijden |
| L6     | 1:02.86      | AUS  | Malcom Chalmers       | FRG    | Dieter Durchdewald | NOR   | Tom Bruer            |

### 200 m vrije slag
| Klasse | Snelste tijd | Goud | Goud                | Zilver | Zilver            | Brons | Brons              |
| ------ | ------------ | ---- | ------------------- | ------ | ----------------- | ----- | ------------------ |
| 2      | 3:13.91      | POL  | Marek Szpojnarowicz | NZL    | Roby Crichton     | FRA   | Jean Marc Durieux  |
| 3      | 2:50.17      | POL  | Arkadiusz Pawlowski | POL    | Miroslaw Owczarek | FRA   | Mohamed Ait Aissa  |
| C4     | 3:10.00      | GBR  | Robin Surgeoner     | CAN    | Joe Higgins       | NOR   | Kare Adler         |
| C5     | 2:25.71      | DEN  | Stephan Dahl        | GBR    | Martin Mansell    | DEN   | Anders Christensen |
| C6     | 3:22.37      | AUS  | Robert Walden       |        |                   |       |                    |
| C7     | 2:35.89      | NOR  | Stig Osland         | NED    | Eric Pittens      | SWE   | Alexander Wilczoch |
| C8     | 2:41.79      | AUT  | Karl Mayr           |        |                   |       |                    |

### 400 m vrije slag
| Klasse | Snelste tijd | Goud | Goud           | Zilver | Zilver             | Brons | Brons           |
| ------ | ------------ | ---- | -------------- | ------ | ------------------ | ----- | --------------- |
| 4      | 5:57.78      | ISR  | Shlomo Pinto   | SWE    | Gunnar Nilsson     |       |                 |
| 5      | 5:11.61      | FRA  | G. Betega      | AUS    | Wayne Ryding       | NED   | H. Heijnen      |
| 6      | 5:11.51      | CAN  | Tomas Hainey   | IRL    | Gerard Dunne       | FRA   | Bernard Micorec |
| A2     | 5:08.27      | FRG  | Bernd Rubner   | CAN    | Dennis Quenneville | POL   | Jan Chryczyk    |
| A4     | 4:35.49      | AUS  | Gary Gudgeon   | SWE    | Sven Eryd          | ISR   | Ron Bolotin     |
| B1     | 4:56.47      | SWE  | Hans Sjogren   | CAN    | Timothy McIsaac    | GBR   | James Muirhead  |
| B2     | 4:15.91      | USA  | John Morgan    | CAN    | Lee Grenon         | SWE   | Anders Eriksson |
| B3     | 4:43.98      | FRG  | Carsten Othmar | AUS    | Craig Blackburn    | CAN   | Mark Hoyle      |

### 150 m wisselslag
| Klasse | Snelste tijd | Goud | Goud           | Zilver | Zilver            | Brons | Brons         |
| ------ | ------------ | ---- | -------------- | ------ | ----------------- | ----- | ------------- |
| A5     | 2:33.73      | POL  | Bogdan Kozon   | FRA    | David Foppolo     | FRG   | Andreas Brand |
| A9     | 2:14.29      | NED  | Gerrie de Hoop | NED    | Frits Hildebrandt | NOR   | Tom Nordtvedt |

### 200 m wisselslag
| Klasse | Snelste tijd | Goud | Goud                  | Zilver | Zilver            | Brons | Brons            |
| ------ | ------------ | ---- | --------------------- | ------ | ----------------- | ----- | ---------------- |
| A1     | 3:28.89      | HUN  | Geza Dukai            | FRG    | Wolfgang Goris    | CHN   | Qianming Cao     |
| A2     | 2:45.00      | POL  | Jan Chryczyk          | GBR    | Anthony Stickland | NED   | Gerard van Vliet |
| A3     | 2:46.29      | NOR  | Erling Trondsen       | CHN    | Xian Zhang        | USA   | Dave Reynolds    |
| A4     | 2:22.73      | AUS  | Gary Gudgeon          | SWE    | Sven Eryd         | CAN   | Gary Simpson     |
| A6     | 2:47.12      | FRG  | Karl Schroeder        | ISR    | Baruch Peretzman  | ITA   | Sauro Nicolini   |
| A7     | 3:38.92      | POL  | Andrzej Wojciechowski | FRG    | Heinz Barnbeck    |       |                  |
| A8     | 2:41.60      | NED  | André van Buiten      | AUS    | Greg Hammond      | POL   | Janusz Kozak     |
| B1     | 2:34.28      | SWE  | Hans Sjogren          | CAN    | Timothy McIsaac   | GBR   | James Muirhead   |
| B2     | 2:24.11      | USA  | John Morgan           | SWE    | Per Andersson     | FRA   | Eric Ghysel      |
| B3     | 2:30.73      | CAN  | Michael Edgson        | FRG    | Carsten Othmar    | USA   | Brian Hudson     |
| L4     | 2:56.83      | ESP  | Juan Castane          | NED    | Marcel Poulisse   | FRA   | Eric Fleury      |
| L5     | 2:54.61      | FRA  | Claude Dupin          | HUN    | Gyorgy Tory       | ESP   | Roberto Garcia   |
| L6     | 2:34.25      | HUN  | Attila Jeszenszky     | HUN    | Ferenc Stettner   | AUS   | Malcom Chalmers  |

### 400 m wisselslag
| Klasse | Snelste tijd | Goud | Goud            | Zilver | Zilver         | Brons | Brons         |
| ------ | ------------ | ---- | --------------- | ------ | -------------- | ----- | ------------- |
| B1     | 5:52.37      | CAN  | Timothy McIsaac | CAN    | Scott Herron   | USA   | Mark Heaphy   |
| B2     | 5:06.77      | USA  | John Morgan     | SWE    | Per Andersson  | CAN   | Lee Grenon    |
| B3     | 5:28.40      | CAN  | Michael Edgson  | USA    | Robert Hatcher | DEN   | Arne Pedersen |

### 3 x 25 m wisselslag
| Klasse | Snelste tijd | Goud | Goud              | Zilver | Zilver         | Brons | Brons             |
| ------ | ------------ | ---- | ----------------- | ------ | -------------- | ----- | ----------------- |
| 1B     | 1:51.97      | GBR  | Mike Kenny        | GBR    | Kenneth Cairns | POL   | Tadeusz Zabrzeski |
| 1C     | 1:21.10      | POL  | Krzysztof Sleczka | ITA    | Luca Pancalli  | USA   | D. Goodman        |

### 4 x 25 m wisselslag
| Klasse | Snelste tijd | Goud | Goud                | Zilver | Zilver           | Brons | Brons         |
| ------ | ------------ | ---- | ------------------- | ------ | ---------------- | ----- | ------------- |
| 2      | 1:41.71      | POL  | Marek Szpojnarowicz | ITA    | Ernesto Giussani | NZL   | Roby Crichton |
| 3      | 1:28.42      | POL  | Arkadiusz Pawlowski | ISR    | Joseph Wanger    | NED   | W. Stroet     |

### 3 x 50 m wisselslag
| Klasse | Snelste tijd | Goud | Goud           | Zilver | Zilver       | Brons | Brons |
| ------ | ------------ | ---- | -------------- | ------ | ------------ | ----- | ----- |
| C8     | 2:09.09      | NED  | Ronald Roselle | BEL    | Hans Pauwels |       |       |

### 4 x 50 m wisselslag
| Klasse | Snelste tijd | Goud | Goud          | Zilver | Zilver            | Brons | Brons           |
| ------ | ------------ | ---- | ------------- | ------ | ----------------- | ----- | --------------- |
| 4      | 3:09.69      | SWE  | Anders Olsson | ISR    | Shlomo Pinto      | FRG   | P. Wiedeman     |
| 5      | 2:48.24      | FRA  | G. Betega     | BRA    | Marcelo Amorim    | KUW   | Yousuf Naser    |
| 6      | 2:44.60      | CAN  | Tomas Hainey  | POL    | Andrzej Jezierski | FRA   | Bernard Micorec |

## Vrouwen
| Rank | Land                | Tijd    |
| ---- | ------------------- | ------- |
| 1    | Frankrijk           | 3:27.27 |
| 2    | Verenigd Koninkrijk | 3:47.95 |

| Rank | Land             | Tijd    |
| ---- | ---------------- | ------- |
| 1    | Canada           | 3:01.93 |
| 2    | Verenigde Staten | 3:04.58 |
| 3    | Frankrijk        | 3:13.67 |

| Rank | Land                | Tijd    |
| ---- | ------------------- | ------- |
| 1    | Spanje              | 2:30.38 |
| 2    | Verenigd Koninkrijk | 3:15.15 |

| Rank | Land                | Tijd    |
| ---- | ------------------- | ------- |
| 1    | Australië           | 5:08.82 |
| 2    | Verenigde Staten    | 5:40.83 |
| 3    | Verenigd Koninkrijk | 6:31.27 |

| Rank | Land                | Tijd    |
| ---- | ------------------- | ------- |
| 1    | Zweden              | 5:06.88 |
| 2    | Verenigde Staten    | 5:32.97 |
| 3    | Verenigd Koninkrijk | 5:35.89 |

| Rank | Land                | Tijd    |
| ---- | ------------------- | ------- |
| 1    | Verenigd Koninkrijk | 2:55.56 |
| 2    | Frankrijk           | 3:20.50 |

| Rank | Land                | Tijd    |
| ---- | ------------------- | ------- |
| 1    | Spanje              | 2:47.01 |
| 2    | Verenigd Koninkrijk | 3:47.55 |

| Rank | Land                | Tijd    |
| ---- | ------------------- | ------- |
| 1    | Australië           | 5:47.69 |
| 2    | Verenigde Staten    | 6:41.46 |
| 3    | Verenigd Koninkrijk | 7:05.03 |

| \| Rank \| Land \| Tijd \| \| ---- \| ------------------- \| ------- \| \| 1 \| Verenigde Staten \| 5:42.70 \| \| 2 \| Zweden \| 5:52.64 \| \| 3 \| Verenigd Koninkrijk \| 6:29.70 \| |                     |         |
| Rank | Land                | Tijd    |
| 1 | Verenigde Staten    | 5:42.70 |
| 2 | Zweden              | 5:52.64 |
| 3 | Verenigd Koninkrijk | 6:29.70 |

### 25 m rugslag
| Klasse | Snelste tijd | Goud | Goud                 | Zilver | Zilver              | Brons | Brons             |
| ------ | ------------ | ---- | -------------------- | ------ | ------------------- | ----- | ----------------- |
| 1B     | 30.18        | FRG  | S. Bonisch           | CAN    | M. Gustafson        | GBR   | Isabel Barr       |
| 1C     | 33.62        | SWE  | Kerstin Eriksson     | NOR    | M. Klaeth           |       |                   |
| C3     | 31.68        | FRA  | Béatrice Pierre Hess | ISL    | Sigrun Petursdottir | FRA   | Violette Spoka    |
| C6     | 24.38        | IRL  | Morna Cloonan        | FRA    | Helene Binet        | CAN   | Susan Chick       |
| L1     | 26.87        | SWE  | Anne-Lie Osterstrom  | GBR    | Tara Flood          | GBR   | Lisa Barker       |
| L2     | 25.63        | SWE  | Annika Ahnell        | GBR    | Mary McCann         | USA   | Mary Lou Baranski |

### 50 m rugslag
| Klasse | Snelste tijd | Goud | Goud              | Zilver | Zilver              | Brons | Brons              |
| ------ | ------------ | ---- | ----------------- | ------ | ------------------- | ----- | ------------------ |
| 2      | 1:05.30      | NED  | S. Abels          | CAN    | J. Fauche           | FRG   | D. Weber           |
| 3      | 45.71        | FRA  | M. Therese Crespo | POL    | Malgorzata Adamik   | FRA   | Corinne D'Urzo     |
| A9     | 43.69        | CAN  | Josee Lake        | NED    | Jolande van de Zaag | CAN   | Jennifer Veenboer  |
| C5     | 43.93        | NED  | Jolanda Romero    | FRA    | Sylvie Delplauque   | SWE   | Anne Sandberg      |
| C7     | 47.09        | NED  | Diane Hendriks    | FRA    | Stephanie Proust    | GBR   | Beverley Leaper    |
| C8     | 45.93        | CAN  | Judy Goodrich     | USA    | Linda Nilson        | USA   | Gayle Ginnish      |
| L3     | 47.71        | FRG  | Petra Schad       | ESP    | Teresa Herreras     | NED   | Marjolein van Riel |

### 100 m rugslag
| Klasse | Snelste tijd | Goud | Goud                | Zilver | Zilver               | Brons | Brons                |
| ------ | ------------ | ---- | ------------------- | ------ | -------------------- | ----- | -------------------- |
| 4      | 1:31.83      | USA  | M. Bevard           | AUS    | Kerri-Anne Connor    | GBR   | J. Orpwood           |
| 5      | 1:24.25      | FRA  | P. Delorme          | POL    | Malgorzata Kozlowska | CAN   | S. Voth              |
| 6      | 1:46.23      | NOR  | H. Pettersen        | BRA    | Maria Jussara Matos  |       |                      |
| A1     | 1:33.97      | FRG  | Britta Siegers      | USA    | Cheryl Anderson      | NOR   | Maj Britt Mastad     |
| A2     | 1:18.90      | FRG  | Karen Gesierich     | NED    | Liesbeth Raes        | GBR   | Wendy Mason          |
| A4     | 1:21.71      | AUS  | Helena Brunner      | NED    | Janet Verkuil        | AUS   | Meredith Evans       |
| A6     | 1:39.18      | NED  | Annemiek van Duyn   | AUS    | Rosemary Eames       |       |                      |
| A8     | 1:19.52      | SWE  | Annelie Ahrenstrand | AUS    | Tracey Lewis         | FRA   | Isabelle Durandeau   |
| B1     | 1:28.23      | CAN  | Yvette Michel       | GBR    | Janice Burton        | FIN   | Eeva Riitta Kukkonen |
| B2     | 1:13.87      | USA  | Trischa Zorn        | SWE    | Eva Andersson        | AUS   | Therese Donovan      |
| B3     | 1:20.15      | USA  | Barbara Eiler       | USA    | Cathy Schmitt        | USA   | Marie Vanliere       |
| C4     | 2:05.67      | NED  | Henriette de Later  | NOR    | Vibeke Hagen         | ISR   | Miri Sisso           |
| C5     | 1:34.46      | NED  | Jolanda Romero      | FRA    | Sylvie Delplauque    | SWE   | Anne Sandberg        |
| C7     | 1:42.72      | NED  | Diane Hendriks      | FRA    | Stephanie Proust     | USA   | Susan Moucha         |
| C8     | 1:37.94      | NED  | Ineke Hageraats     | CAN    | Judy Goodrich        | USA   | Linda Nilson         |
| L4     | 1:30.50      | ESP  | Ana Peiro           | NED    | Mirjam Sanders       | SWE   | Katarina Jewall      |
| L5     | 1:28.20      | FRA  | Agnes Beraudias     | ESP    | Pilar Jabaloyas      | NED   | Petra Heirbaut       |
| L6     | 1:27.82      | ESP  | Manuela Aguilera    | HUN    | Judit Hoffman        |       |                      |

### 25 m schoolslag
| Klasse | Snelste tijd | Goud | Goud             | Zilver | Zilver     | Brons | Brons    |
| ------ | ------------ | ---- | ---------------- | ------ | ---------- | ----- | -------- |
| 1B     | 35.86        | GBR  | Isabel Barr      | FRG    | S. Bonisch | USA   | B. Smith |
| 1C     | 53.04        | SWE  | Kerstin Eriksson |        |            |       |          |

### 50 m schoolslag
| Klasse | Snelste tijd | Goud | Goud            | Zilver | Zilver              | Brons | Brons              |
| ------ | ------------ | ---- | --------------- | ------ | ------------------- | ----- | ------------------ |
| 2      | 59.50        | FRG  | Margit Quell    | FRG    | D. Weber            | NED   | S. Abels           |
| 3      | 57.91        | SWE  | Monika Lundborg | GBR    | D. Smith            | ISL   | A. Geirsdottir     |
| A9     | 47.73        | CAN  | Josee Lake      | NED    | Jolande van de Zaag | CAN   | Jennifer Veenboer  |
| B1     | 45.85        | GBR  | Janice Burton   | GBR    | Mary Ann Low        | CAN   | Tamara Boccaccio   |
| B2     | 49.58        | USA  | Jean Witters    | USA    | Norma Brown         | GBR   | Heather Taylor     |
| B3     | 43.46        | USA  | Marie Vanliere  | USA    | Tonia McHugh        | USA   | Kristy Satterfield |
| C8     | 50.28        | NED  | Ineke Hageraats | CAN    | Susan Smith         |       |                    |
| L3     | 57.05        | ESP  | Teresa Herreras | GBR    | Irene Hotchin       | SWE   | Eva Lundquist      |

### 100 m schoolslag
| Klasse | Snelste tijd | Goud | Goud                | Zilver | Zilver              | Brons | Brons             |
| ------ | ------------ | ---- | ------------------- | ------ | ------------------- | ----- | ----------------- |
| 4      | 2:03.01      | USA  | M. Bevard           | GBR    | J. Orpwood          | AUS   | Kerri-Anne Connor |
| 5      | 2:08.98      | NED  | S. Jonker           | CAN    | S. Voth             | ISL   | E. Bergmann       |
| A1     | 2:02.54      | USA  | Cheryl Anderson     | FRG    | Britta Siegers      | DEN   | Lene Olesen       |
| A2     | 1:19.20      | USA  | Jan Wilson          | AUS    | Carol Young         | NOR   | Mona Hovik        |
| A4     | 1:41.28      | NED  | Janet Verkuil       | AUS    | Meredith Evans      | AUS   | Helena Brunner    |
| A6     | 1:43.51      | AUS  | Rosemary Eames      | NED    | Annemiek van Duyn   |       |                   |
| A8     | 1:31.49      | FRA  | Isabelle Durandeau  | SWE    | Annelie Ahrenstrand | DEN   | Charlotte Hede    |
| B1     | 1:32.06      | SWE  | Magdalena Tjernberg | CAN    | Yvette Michel       | GBR   | Lorraine Robinson |
| B2     | 1:34.80      | USA  | Vurah Runyon        | AUS    | Therese Donovan     | GBR   | Kelly Carroll     |
| B3     | 1:30.07      | SWE  | Gabriella Tjernberg | USA    | Cathy Schmitt       | NOR   | Helen Bendiksen   |
| C8     | 1:51.33      | NED  | Ineke Hageraats     |        |                     |       |                   |
| L4     | 1:51.00      | NED  | Mirjam Sanders      | NOR    | Maj Berger          | ESP   | Ana Peiro         |
| L5     | 1:45.39      | NED  | Petra Heirbaut      | FRA    | Agnes Beraudias     | ESP   | Laura Tramuns     |
| L6     | 1:41.56      | HUN  | Judit Hoffman       |        |                     |       |                   |

### 400 m schoolslag
| Klasse | Snelste tijd | Goud | Goud                | Zilver | Zilver            | Brons | Brons          |
| ------ | ------------ | ---- | ------------------- | ------ | ----------------- | ----- | -------------- |
| B1     | 7:07.77      | SWE  | Magdalena Tjernberg | GBR    | Lorraine Robinson | CAN   | Andrea Rossi   |
| B3     | 6:55.13      | USA  | Cathy Schmitt       | USA    | Lori Johnson      | USA   | Marie Vanliere |

### 25 m vlinderslag
| Klasse | Snelste tijd | Goud | Goud            | Zilver | Zilver            | Brons | Brons    |
| ------ | ------------ | ---- | --------------- | ------ | ----------------- | ----- | -------- |
| 1B     | 39.41        | GBR  | Isabel Barr     | FRA    | F. Maury          | USA   | B. Smith |
| 2      | 24.98        | CAN  | J. Fauche       | NED    | S. Abels          | FRG   | D. Weber |
| 3      | 20.56        | SWE  | Monika Lundborg | POL    | Malgorzata Adamik | AUS   | U. King  |

### 50 m vlinderslag
| Klasse | Snelste tijd | Goud | Goud      | Zilver | Zilver            | Brons | Brons        |
| ------ | ------------ | ---- | --------- | ------ | ----------------- | ----- | ------------ |
| 4      | 45.23        | USA  | M. Bevard | AUS    | Kerri-Anne Connor | NOR   | Bente Gronli |

### 100 m vlinderslag
| Klasse | Snelste tijd | Goud | Goud                 | Zilver | Zilver               | Brons | Brons              |
| ------ | ------------ | ---- | -------------------- | ------ | -------------------- | ----- | ------------------ |
| 5      | 2:04.71      | POL  | Malgorzata Kozlowska |        |                      |       |                    |
| 6      | 2:28.65      | NOR  | H. Pettersen         |        |                      |       |                    |
| A2     | 1:20.05      | NED  | Liesbeth Raes        | USA    | Jan Wilson           | AUS   | Carol Young        |
| A6     | 1:38.10      | NED  | Annemiek van Duyn    | AUS    | Rosemary Eames       |       |                    |
| A8     | 1:14.44      | SWE  | Annelie Ahrenstrand  | AUS    | Tracey Lewis         | FRA   | Isabelle Durandeau |
| B1     | 1:33.32      | SWE  | Magdalena Tjernberg  | FIN    | Eeva Riitta Kukkonen | CAN   | Andrea Rossi       |
| B2     | 1:15.94      | USA  | Trischa Zorn         | SWE    | Eva Andersson        | GBR   | Heather Taylor     |
| B3     | 1:13.84      | USA  | Barbara Eiler        | AUS    | Mary-Anne Wallace    | NOR   | Helen Bendiksen    |
| L4     | 1:42.39      | ESP  | Ana Peiro            | SWE    | Katarina Jewall      | NED   | Mirjam Sanders     |
| L5     | 1:25.62      | FRA  | Agnes Beraudias      | NED    | Petra Heirbaut       | ESP   | Pilar Jabaloyas    |
| L6     | 1:39.84      | ESP  | Immaculada Palencia  |        |                      |       |                    |

### 25 m vrije slag
| Klasse      | Snelste tijd | Goud | Goud                 | Zilver | Zilver              | Brons | Brons               |
| ----------- | ------------ | ---- | -------------------- | ------ | ------------------- | ----- | ------------------- |
| 1B          | 31.58        | CAN  | M. Gustafson         | FRA    | F. Maury            | GBR   | Isabel Barr         |
| 1C          | 34.51        | SWE  | Kerstin Eriksson     | NOR    | M. Klaeth           |       |                     |
| C2          | 54.26        | GBR  | Diane Wiscombe       | USA    | Nancy Anderson      |       |                     |
| C3          | 25.44        | FRA  | Béatrice Pierre Hess | USA    | Wendy Shugol        | ISL   | Sigrun Petursdottir |
| C6          | 22.09        | CAN  | Susan Chick          | FRA    | Helene Binet        | GBR   | Anna Blake          |
| L1          | 25.49        | FRA  | Genevieve Payroux    | SWE    | Anne-Lie Osterstrom | GBR   | Tara Flood          |
| L2          | 22.06        | SWE  | Annika Ahnell        | GBR    | Mary McCann         | USA   | Mary Lou Baranski   |
| met aids C1 | 1:17.38      | CAN  | Debbie Willows       |        |                     |       |                     |
| met aids C2 | 1:03.33      | GBR  | Valerie Smith        | IRL    | Monica O'Kelly      | GBR   | Carol Johnson       |

### 50 m vrije slag
| Klasse | Snelste tijd | Goud | Goud                 | Zilver | Zilver            | Brons | Brons               |
| ------ | ------------ | ---- | -------------------- | ------ | ----------------- | ----- | ------------------- |
| 2      | 47.99        | CAN  | J. Fauche            | NED    | S. Abels          | FRG   | D. Weber            |
| 3      | 42.46        | POL  | Malgorzata Adamik    | AUS    | U. King           | SWE   | Monika Lundborg     |
| B1     | 40.01        | GBR  | Mary Ann Low         | CAN    | Tamara Boccaccio  | SWE   | Gunilla Moline      |
| B2     | 33.53        | SWE  | Eva Andersson        | USA    | Norma Brown       | USA   | Jean Witters        |
| B3     | 30.97        | USA  | Lori Johnson         | GBR    | Jane Lawson       | USA   | Tonia McHugh        |
| C3     | 59.07        | FRA  | Béatrice Pierre Hess | USA    | Wendy Shugol      | ISL   | Sigrun Petursdottir |
| C4     | 45.98        | NOR  | Vibeke Hagen         | CAN    | Patricia Hennin   | GBR   | Jane Stidever       |
| C5     | 38.22        | NED  | Jolanda Romero       | FRA    | Sylvie Delplauque | CAN   | Martha Johnson      |
| C6     | 50.11        | CAN  | Susan Chick          | FRA    | Helene Binet      | GBR   | Anna Blake          |
| C7     | 37.26        | FRA  | Stephanie Proust     | NED    | Diane Hendriks    | USA   | Susan Moucha        |
| C8     | 34.90        | CAN  | Judy Goodrich        | NED    | Ineke Hageraats   | GBR   | Brenda Woodcock     |
| L3     | 42.25        | ESP  | Teresa Herreras      | FRG    | Petra Schad       | GBR   | Irene Hotchin       |

### 100 m vrije slag
| Klasse | Snelste tijd | Goud | Goud                 | Zilver | Zilver               | Brons | Brons              |
| ------ | ------------ | ---- | -------------------- | ------ | -------------------- | ----- | ------------------ |
| 1B     | 2:23.66      | FRG  | S. Bonisch           | GBR    | Isabel Barr          | FRA   | F. Maury           |
| 4      | 1:23.99      | USA  | M. Bevard            | AUS    | Kerri-Anne Connor    | GBR   | J. Orpwood         |
| 5      | 1:16.16      | FRA  | P. Delorme           | POL    | Malgorzata Kozlowska | CAN   | S. Voth            |
| 6      | 1:31.26      | NOR  | H. Pettersen         | BRA    | Maria Jussara Matos  |       |                    |
| A1     | 1:25.57      | FRG  | Britta Siegers       | USA    | Cheryl Anderson      | AUS   | Anne Currie        |
| A2     | 1:06.86      | NED  | Liesbeth Raes        | FRG    | Karen Gesierich      | USA   | Jan Wilson         |
| A4     | 1:10.25      | AUS  | Helena Brunner       | NED    | Janet Verkuil        | AUS   | Meredith Evans     |
| A6     | 1:21.34      | NED  | Annemiek van Duyn    | AUS    | Rosemary Eames       |       |                    |
| A8     | 1:09.66      | SWE  | Annelie Ahrenstrand  | AUS    | Tracey Lewis         | FRA   | Isabelle Durandeau |
| A9     | 1:23.72      | CAN  | Josee Lake           | NED    | Jolande van de Zaag  | USA   | Terri Turnbull     |
| B1     | 1:11.52      | CAN  | Yvette Michel        | SWE    | Magdalena Tjernberg  | GBR   | Janice Burton      |
| B2     | 1:10.14      | USA  | Trischa Zorn         | AUS    | Therese Donovan      | GBR   | Kelly Carroll      |
| B3     | 1:08.19      | USA  | Barbara Eiler        | SWE    | Gabriella Tjernberg  | AUS   | Mary-Anne Wallace  |
| C3     | 2:14.79      | FRA  | Béatrice Pierre Hess | FRA    | Violette Spoka       | ISL   | Oddny Ottarsdottir |
| C4     | 1:40.65      | NOR  | Vibeke Hagen         | GBR    | Jane Stidever        | CAN   | Patricia Hennin    |
| C5     | 1:22.49      | NED  | Jolanda Romero       | FRA    | Sylvie Delplauque    | SWE   | Anne Sandberg      |
| C7     | 1:21.60      | FRA  | Stephanie Proust     | NED    | Diane Hendriks       | USA   | Susan Moucha       |
| C8     | 1:23.13      | CAN  | Judy Goodrich        | NED    | Ineke Hageraats      | USA   | Gayle Ginnish      |
| L4     | 1:15.92      | NED  | Mirjam Sanders       | SWE    | Katarina Jewall      | ESP   | Ana Peiro          |
| L5     | 1:10.37      | FRA  | Agnes Beraudias      | NED    | Petra Heirbaut       | YUG   | Brigita Galicic    |
| L6     | 1:19.19      | ESP  | Immaculada Palencia  | ESP    | Manuela Aguilera     | TRI   | Rachael Marshall   |

### 200 m vrije slag
| Klasse | Snelste tijd | Goud | Goud              | Zilver | Zilver            | Brons | Brons         |
| ------ | ------------ | ---- | ----------------- | ------ | ----------------- | ----- | ------------- |
| 2      | 3:48.12      | CAN  | J. Fauche         | NED    | S. Abels          | FRG   | D. Weber      |
| 3      | 3:19.27      | POL  | Malgorzata Adamik | SWE    | Monika Lundborg   | AUS   | U. King       |
| C4     | 3:32.12      | NOR  | Vibeke Hagen      | CAN    | Patricia Hennin   | GBR   | Jane Stidever |
| C5     | 3:03.35      | NED  | Jolanda Romero    | FRA    | Sylvie Delplauque | SWE   | Anne Sandberg |
| C7     | 3:00.45      | FRA  | Stephanie Proust  | NED    | Diane Hendriks    |       |               |

### 400 m vrije slag
| Klasse | Snelste tijd | Goud | Goud                | Zilver | Zilver              | Brons | Brons           |
| ------ | ------------ | ---- | ------------------- | ------ | ------------------- | ----- | --------------- |
| 4      | 6:05.05      | USA  | M. Bevard           | GBR    | J. Orpwood          | NOR   | Bente Gronli    |
| 5      | 5:49.09      | FRA  | P. Delorme          | CAN    | S. Voth             | AUS   | Kerrie Engel    |
| 6      | 6:33.92      | NOR  | H. Pettersen        |        |                     |       |                 |
| A2     | 5:08.35      | NED  | Liesbeth Raes       | FRG    | Karen Gesierich     | USA   | Jan Wilson      |
| A4     | 5:26.50      | AUS  | Helena Brunner      | NED    | Janet Verkuil       | AUS   | Meredith Evans  |
| B1     | 5:33.25      | SWE  | Magdalena Tjernberg | CAN    | Yvette Michel       | CAN   | Andrea Rossi    |
| B2     | 5:24.78      | SWE  | Eva Andersson       | AUS    | Therese Donovan     | USA   | Vurah Runyon    |
| B3     | 5:14.08      | AUS  | Mary-Anne Wallace   | SWE    | Gabriella Tjernberg | NOR   | Helen Bendiksen |

### 150 m wisselslag
| Klasse | Snelste tijd | Goud | Goud       | Zilver | Zilver              | Brons | Brons             |
| ------ | ------------ | ---- | ---------- | ------ | ------------------- | ----- | ----------------- |
| A9     | 2:28.43      | CAN  | Josee Lake | NED    | Jolande van de Zaag | CAN   | Jennifer Veenboer |

### 200 m wisselslag
| Klasse | Snelste tijd | Goud | Goud                | Zilver | Zilver             | Brons | Brons                |
| ------ | ------------ | ---- | ------------------- | ------ | ------------------ | ----- | -------------------- |
| A1     | 3:42.98      | USA  | Cheryl Anderson     | NOR    | Maj Britt Mastad   | GBR   | Karen Davidson       |
| A2     | 2:56.51      | NED  | Liesbeth Raes       | FRG    | Karen Gesierich    | USA   | Jan Wilson           |
| A4     | 3:01.76      | NED  | Janet Verkuil       | AUS    | Helena Brunner     | AUS   | Meredith Evans       |
| A6     | 3:21.25      | NED  | Annemiek van Duyn   | AUS    | Rosemary Eames     |       |                      |
| A8     | 2:49.68      | SWE  | Annelie Ahrenstrand | FRA    | Isabelle Durandeau | AUS   | Tracey Lewis         |
| B1     | 1.43         | CAN  | Yvette Michel       | CAN    | Andrea Rossi       | FIN   | Eeva Riitta Kukkonen |
| B2     | 47.29        | USA  | Trischa Zorn        | SWE    | Eva Andersson      | AUS   | Therese Donovan      |
| B3     | 51.92        | USA  | Barbara Eiler       | NOR    | Helen Bendiksen    | AUS   | Mary-Anne Wallace    |
| L4     | 3:19.53      | ESP  | Ana Peiro           | NED    | Mirjam Sanders     | SWE   | Katarina Jewall      |
| L5     | 3:04.48      | FRA  | Agnes Beraudias     | NED    | Petra Heirbaut     | ESP   | Pilar Jabaloyas      |
| L6     | 3:28.30      | ESP  | Manuela Aguilera    | HUN    | Judit Hoffman      |       |                      |

### 400 m wisselslag
| Klasse | Snelste tijd | Goud | Goud          | Zilver | Zilver              | Brons | Brons             |
| ------ | ------------ | ---- | ------------- | ------ | ------------------- | ----- | ----------------- |
| B1     | 6:51.27      | CAN  | Andrea Rossi  | GBR    | Janice Burton       | GBR   | Lorraine Robinson |
| B2     | 5:55.25      | USA  | Trischa Zorn  |        |                     |       |                   |
| B3     | 6:02.60      | USA  | Cathy Schmitt | SWE    | Gabriella Tjernberg | USA   | Marie Vanliere    |

### 3 x 25 m wisselslag
| Klasse | Snelste tijd | Goud | Goud        | Zilver | Zilver   | Brons | Brons    |
| ------ | ------------ | ---- | ----------- | ------ | -------- | ----- | -------- |
| 1B     | 2:01.58      | GBR  | Isabel Barr | FRA    | F. Maury | USA   | B. Smith |

### 4 x 25 m wisselslag
| Klasse | Snelste tijd | Goud | Goud              | Zilver | Zilver          | Brons | Brons             |
| ------ | ------------ | ---- | ----------------- | ------ | --------------- | ----- | ----------------- |
| 2      | 2:03.94      | CAN  | J. Fauche         | FRG    | D. Weber        | NED   | S. Abels          |
| 3      | 1:45.07      | POL  | Malgorzata Adamik | SWE    | Monika Lundborg | FRA   | M. Therese Crespo |

### 4 x 50 m wisselslag
| Klasse | Snelste tijd | Goud | Goud                | Zilver | Zilver               | Brons | Brons        |
| ------ | ------------ | ---- | ------------------- | ------ | -------------------- | ----- | ------------ |
| 4      | 3:25.44      | USA  | M. Bevard           | AUS    | Kerri-Anne Connor    | NOR   | Bente Gronli |
| 5      | 3:19.72      | FRA  | P. Delorme          | POL    | Malgorzata Kozlowska | CAN   | S. Voth      |
| 6      | 4:15.68      | BRA  | Maria Jussara Matos | NOR    | H. Pettersen         |       |              |

Atletiek · Bankdrukken · Basketbal · Boogschieten · Boccia · CP-voetbal · Gewichtheffen · Goalball · Koersbal · Paardensport · Schermen · Schietsport · Snooker · Tafeltennis · Volleybal · Worstelen · Wielersport · Zwemmen
Rome 1960 ·
Tokio 1964 ·
Tel Aviv 1968 ·
Heidelberg 1972 ·
Toronto 1976 ·
Arnhem 1980 ·
New York & Stoke Mandeville 1984 ·
Seoel 1988 ·
Barcelona 1992 ·
Atlanta 1996 ·
Sydney 2000 ·
Athene 2004 ·
Peking 2008 ·
Londen 2012 ·
Rio de Janeiro 2016 ·
Tokio 2020 ·
Parijs 2024 ·
Los Angeles 2028